# Edição da Noite (SIC Notícias)
A Edição da Noite é um noticiário televisivo português da SIC e da SIC Notícias, exibido segunda a sexta às 9 da noite (fuso horário de Lisboa, UTC). É apresentado atualmente por Nelma Serpa Pinto de segunda a sexta. Anteriormente foi apresentado por Ana Lourenço, Sara Pinto, Pedro Mourinho e Ana Patrícia Carvalho. A Edição da Noite é um telejornal com formato semelhante ao Jornal das 9, sendo composto na primeira parte pelo telejornal com pelo menos um convidado e na segunda parte, denominada Linhas Vermelhas, por um debate, entre dois comentadores de partidos políticos opostos convidados, sobre as notícias da atualidade.  
Entre 2018 e 2024 foi comentador habitual do programa o advogado José Miguel Júdice. No passado o político e economista Francisco Louçã, teve uma rubrica própria, Tabu.
Em Março de 2020, Sara Pinto apresenta pela última vez o programa, visto que entrou em licença de maternidade. A 31 de Dezembro, Sara Pinto deixou a SIC, e ruma para a TVI, para substituir Pedro Pinto no Jornal da Uma.
Em Agosto de 2020, Pedro Mourinho deixa a apresentação do programa, para ingressar na TVI, para apresentar o Jornal das 8 com José Alberto Carvalho.